# Francisco Inácio Marcondes Homem de Melo
Francisco Inácio Marcondes Homem de Melo, primeiro e único barão de Homem de Melo, (Pindamonhangaba, 1 de maio de 1837 — Campo Belo, 4 de janeiro de 1918) foi um político, escritor, professor e cartógrafo brasileiro.

## Biografia
Filho do visconde de Pindamonhangaba, o coronel da Guarda Nacional Francisco Marcondes Homem de Melo e de Ana Francisca de Mello. Muito jovem foi enviado para estudar no Seminário de Mariana em Minas Gerais. Concluídos os preparatórios, ingressou na Faculdade de Direito do Largo de São Francisco, onde se formou em 1858.
Voltando para a terra natal, ingressou na política pelo Partido Liberal, elegendo-se vereador e logo presidindo a câmara (1860 — 1861).
Foi nomeado professor concursado de História Universal do Colégio Pedro II, na capital do império, Rio do Janeiro, onde lecionou até 1864, quando foi exonerado, a pedido, por ter sido nomeado presidente da província de São Paulo. Iniciou então sua vida pública, interrompida com a Proclamação da República.
Retorna, então, para o magistério, à cartografia e à literatura. Foi professor de história e geografia do Colégio Militar do Rio de Janeiro e de mitologia na Escola Nacional de Belas Artes, lecionando depois história da arte.
Membro do Instituto Histórico e Geográfico Brasileiro desde 1859 (tendo sido seu presidente), membro do Instituto Histórico e Geográfico de São Paulo, do Instituto Geográfico Nacional (Argentina) e da Academia Brasileira de Letras, Homem de Melo também dirigiu a Biblioteca Nacional, dentre várias outras instituições.

Armas do barão de Homem de Melo.

Homem de Mello não teve filhos, nos seus dois casamentos. O primeiro, com sua prima Maria Joaquina Marcondes Ribas, da qual ficou viúvo, casando-se novamente com Julieta Unzer.

### Títulos
- Comendador da Imperial Ordem da Rosa - 1867;
- Barão de Homem de Mello - 1877;
- Major honorário do exército brasileiro.

### Vida pública
Intensa e importante vida pública exerceu o Barão Homem de Mello. Além do cargo de vereador e do governo de São Paulo, presidiu ainda as províncias do Ceará (1865 — 1866), do Rio Grande do Sul (1867 — 1868) - quando organizou o III Exército, sob o comando do general Osório, para a luta na Guerra do Paraguai - e a da Bahia, de 1878 a 1879.
Foi diretor do Banco do Brasil em dois períodos, e ainda Inspetor da Instrução do Rio de Janeiro, cargo cumulado ao de presidente da Cia. Estrada de Ferro Rio-S. Paulo (Estrada de Ferro D. Pedro II). Foi enquanto presidente desta que recebeu o título de Barão, quando da inauguração da linha entre São Paulo e Cachoeira Paulista.
Em 1880 integrou o Gabinete Saraiva (1880), como ministro de negócios do Império.
Barão Homem de Melo foi combativo abolicionista. Nunca fez-se republicano - o que provocou seu afastamento da política, quando da mudança de regime.

### Governo da Bahia

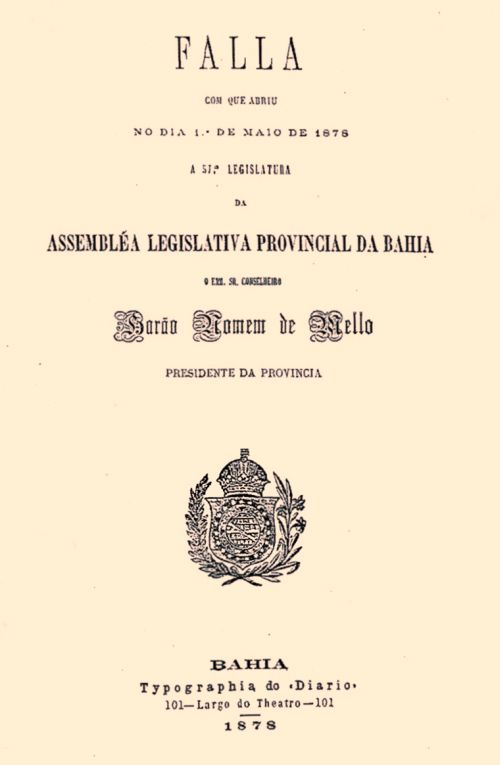
Capa do Relatório de Governo da Bahia

Em seu relatório de governo, apresentado à Assembleia Legislativa da província em 1º de maio de 1878, registrou o barão Homem de Mello:
Nomeado para o cargo de Presidente desta Província por Carta Imperial de 19 de janeiro deste ano, prestei juramento perante a Câmara Municipal e tomei posse da administração no dia 25 de fevereiro último.
Felicito-me hoje de, em tão curto período, aqui encontrar-me no seio da Representação Provincial, tendo a vantagem de inspirar-me em vossos votos e receber o impulso de vossa iniciativa, para juntos promovermos a prosperidade da Província. 
Sua principal obra pública na capital foi a abertura da passagem na montanha - ligando as cidades Alta e Baixa (com extensão de 661,9 m e ligando a então "rua do Ourives" ao "Largo do Teatro" - conhecida em Salvador por Ladeira da Montanha, mas nomeada em homenagem ao Barão. Procedeu à reforma e melhoramento do Teatro Santo Antônio, reabriu o Hospital de Mont-Serrat (fechado meses antes e destinado ao tratamento da febre amarela. Sendo professor, manifestou grande preocupação com a melhoria das condições da Escola Normal, ouvindo de normalistas e professores reivindicações que julgava justas e acertadas, assinalando que da melhoria do ensino adviriam todas as outras.
Em seu governo foi extinta a colônia alemã do Rio Branco, no sul da Bahia, cujos colonos pediram para ser transferidos para o Rio de Janeiro. Homem de Melo pretendeu  estabelecer, na antiga colônia, os retirantes cearenses que então aportavam em Salvador.

## Academia Brasileira de Letras
Em 1917 o Barão foi eleito para a Academia, mas não chegou a tomar posse, pois faleceu antes disso. Seria recebido por Félix Pacheco e ocuparia a Cadeira 18, que tem por Patrono João Francisco Lisboa, da qual teria sido o segundo imortal.

### Obras

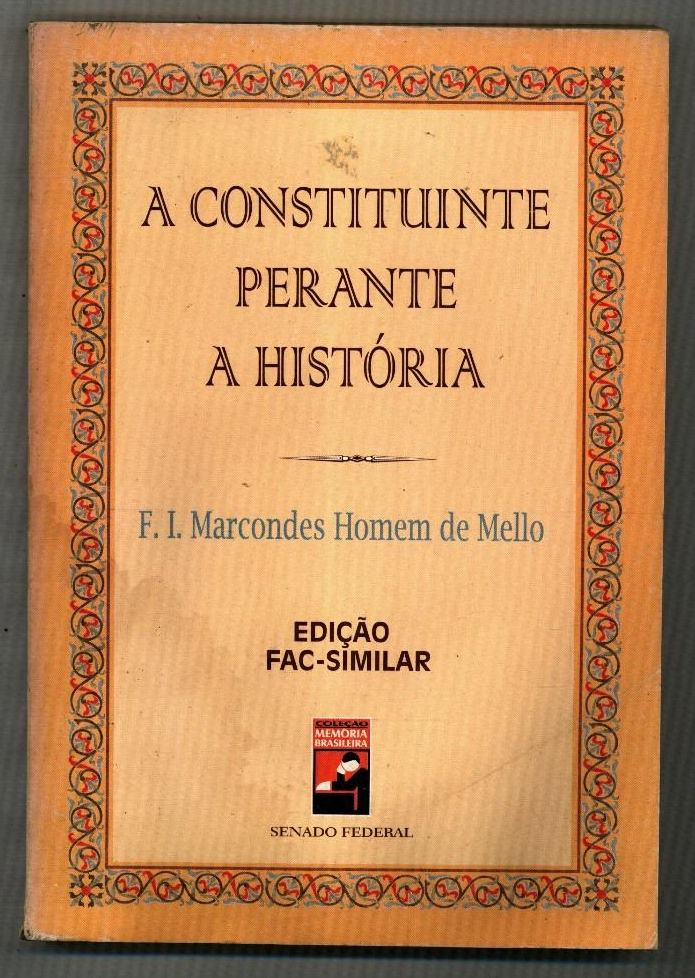
Uma das obras do Barão Homem de Melo

O Barão Homem de Melo escreveu algumas biografias, colaborava para as publicações do Instituto Geográfico e Histórico do Brasil e diversos jornais. Como geógrafo e cartógrafo, publicou um Atlas do Brasil, e outros. Dentre seus livros, destacam-se:

### O Brasil de Hoje (excerto)
Publicado em 1905, O Brasil de Hoje compõe-se de relatos que sustentam as opiniões do Barão, sem contudo deixar de conter um certo humor, ao mostrar a realidade. Na passagem abaixo narra com indignação algo que ainda é atual: o café brasileiro é completamente desvalorizado no exterior:
O certo é que o nosso café continua, em Paris, Londres, Berlim, Roma, Nápoles, a ser exposto à venda, com letreiros bem visíveis que o dão como originário de Moka, Java, Guadalupe, México e até Mont Pellé!
Em diversas localidades, constatando a falsa designação dada ao nosso café, a pretexto de comprar, pedíamos nos servissem gênero de procedência brasileira.
Ninguém o conhecia, e algum negociante que dele tinha notícia não o vendia no seu estabelecimento, porque não era... bon marché.
No mostrador de uma loja de Genebra, vi anunciado à venda Café Santos.
Entrei e pedi - café brasileiro.
O proprietário da casa respondeu-me que não tinha, nem conhecia essa marca.
- Mas, este Café Santos de onde procede?
- Ora, da República Argentina.